# Teddy Weatherford

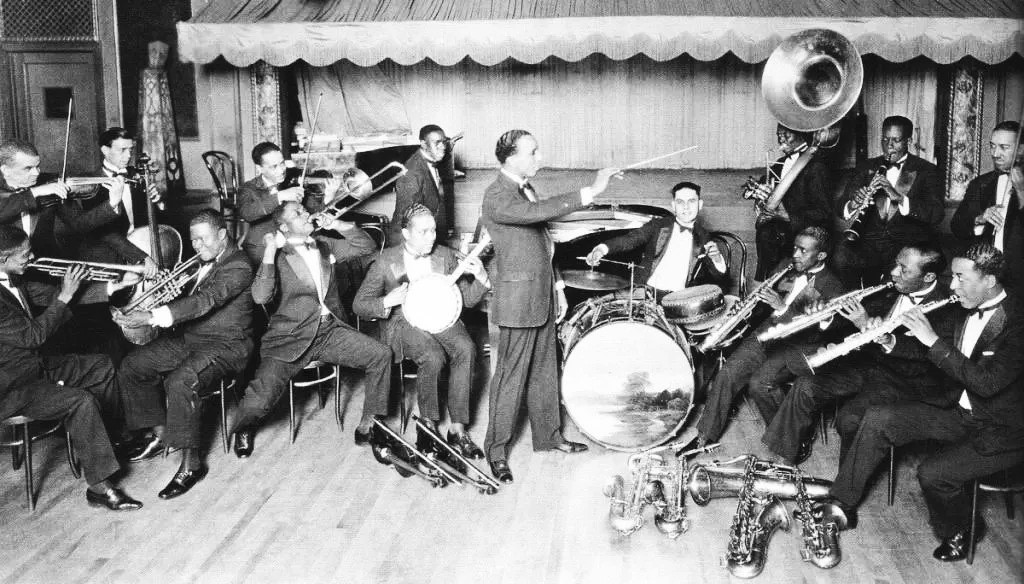
Teddy Weatherford (przy fortepianie)
z orkiestrą Erskine’a Tate’a

Theodore Weatherford, ps. „Seagull” (ur. 11 października 1903 w Pocahontas, zm. 25 kwietnia 1945 w Kalkucie) – afroamerykański pianista i bandlider jazzowy. Wirtuoz stylu stride piano.

Sott Yanow: Teddy Weatherford był jednym z największych pianistów jazzowych, o którym nikt nigdy nie słyszał!.

## Życiorys
Jego rodzice – Jack i Kate – byli dziećmi niewolników. W 1872 przybyli do Pocahontas w poszukiwaniu pracy w kopalni węgla. Miał troje starszego rodzeństwa: braci – Beauregarde’a, zmarłego w dzieciństwie, i Sama, oraz siostrę – Lovie. Od najmłodszych lat interesował się muzyką.
Po wypadku w kopalni, w którym ich ojciec stracił wzrok i słuch, został wysłany do siostry, mieszkającej w Bluefield. Jej mężem był dobrze zarabiający hamulcowy kolei Norfolk and Western. Ciotka kupiła mu gitarę, na której trochę grał, ale że w domu było pianino, siostra zaczęła uczyć go grać na nim i czytać nuty. Te jednak wkrótce stały mu się niepotrzebne, gdyż okazało się, że jest wybitnie uzdolniony, i w krótkim czasie grał ze słuchu. Bardzo poszerzył swoje umiejętności pianistyczne dzięki przyjaźni i wspólnej grze ze starszym od siebie Maceo Pinkardem, późniejszym słynnym kompozytorem i autorem szeregu standardów, m.in. Sweet Georgia Brown.
Jako nastolatek uczęszczał do The Bluefield Colored Institute, w którym obok przedmiotów podstawowych uczył się także podstaw teorii muzyki. Porzucił jednak szkołę i dołączył do miejscowej, popularnej orkiestry tanecznej. Następnie przeniósł się do zespołu objazdowego, który prowadził saksofonista Ben Harris. W 1920 dotarł z nim do tętniącego jazzem Chicago. Niestety Harris poważnie zachorował i zespół uległ rozwiązaniu. Pozbawiony pracy siedemnastolatek, sam w wielkim mieście, bez żadnych znajomości, nie okazał się bezradny. Znajdował zatrudnienie w kabaretach, w których pijani klienci nierzadko rzucali się na siebie z nożami. W takich warunkach nie tylko zarabiał, ale również rozwijał swój warsztat instrumentalny. Szybko zyskał lokalną sławę zarówno dzięki poziomowi swojej gry, jak ekstrawertycznej osobowości żartownisia z zamiłowaniem do mocnych trunków. Ponadto był potężnej postury i miał ogromne dłonie o rozstawie palców, dzięki któremu zyskał przydomek „Seagull” („Mewa”}.  W jednym z kabaretów zwrócił na siebie uwagę trębacza Jimmyego Wade’a, który zaangażował go do nowo formowanego zespołu. Grał w nim do 1925, stając się czołowym pianistą jazzowym w Wietrznym Mieście, który inspirował zaprzyjaźnionego z nim i zarazem rywalizującego Earla Hinesa. Na zaproszenie Erskine’a Tate’a, który zaproponował mu lepsze warunki pracy, przeniósł się do jego orkiestry. Występował w niej m.in. razem z klarnecistą Johnnym Doddsem i trębaczem Louisem Armstrongiem, z którym zarejestrował utwory Static Strut i Stomp Off, Let’s Go, zaliczane obecnie do klasycznych nagrań jazzowych.
Jak wspominał jego kolega z orkiestry Tate’a, puzonista Preston Jackson: Weatherford stale pragnął uznania, które zaspokoiłoby tylko miano „pianisty niezrównanego”. Ponadto był bardzo ciekawy świata. Kiedy więc w 1926 poznał Jacka Cartera, bandlidera odpowiedzialnego za całość występów artystycznych w kabarecie w Szanghaju, chętnie przystał na jego propozycję pracy na Dalekim Wschodzie. Ponadto Carter zapewnił go, że będzie tam traktowany jak król. W sierpniu 1926 odpłynął z Los Angeles na Wschód z uzupełnionym o nowych artystów zespołem Cartera. Poza krótkimi pobytami w Paryżu i Szwecji  w 1934 i 1937, resztę życia spędził w Azji i zapewne dlatego pozostał muzykiem anonimowym. Był jednak aktywny zawodowo, kierował bowiem zespołami w Singapurze, Manili, Kolombo i Szanghaju. Ostatecznie osiadł w Kalkucie w Indiach. Prowadził orkiestrę grającą w Hotelu Grand, w którym również mieszkał. Jej koncerty były transmitowane przez radio w ramach American Forces Network dla żołnierzy amerykańskich rozmieszczonych za granicą.
W tym okresie nagrał szereg utworów jako solista, zarówno w Paryżu w 1937, jak Indiach w latach 1941–1944. Wydały je na płytach szybkoobrotowych wytwórnie: Swing i Columbia.
Zmarł przedwcześnie na cholerę w The Presidency General Hospital w Kalkucie. Miał 41 lat. Był ofiarą epidemii, prawdopodobnie zaraził się w hotelu. Został pochowany na miejscowym Lower Circular Road Cemetery. 

### Małżeństwo
Pół roku po przybyciu do Kalkuty ożenił się z poznaną tam Anglo-Hinduską Pansy Hill. Jej ojcem był znany brytyjski profesor uniwersytecki. Ceremonia ślubna odbyła się 9 kwietnia 1942 w kalkuckim kościele pw. Świętego Serca Pana Jezusa.